# Ascorbato de calcio
El ascorbato de calcio es una sal cálcica del ácido ascórbico (vitamina C). Cuando se emplea como aditivo antioxidante en la industria alimentaria se indica en el etiquetado como código en Europa el  E302.

## Propiedades
Se trata de un polvo blanco soluble en agua. Unos 1,000 mg de arcorbato cálcico proporciona unos 890-910 mg de ácido ascórbico y unos 90-110 mg de calcio. Esta capacidad de proporcionar calcio lo convierte en un suplemento dietético.

## Usos
Como antioxidante se suele aplicar a las manzanas para que no se oscurezcan (pardeen).
Sus usos en los alimentos como aditivo alimentario en la Unión Europea están regulados en el Reglamento  (CE) no. 1333/2008 sobre aditivos alimentarios.

## Salud
La organización para la salud de la FAO evaluó las dosis máximas de ingesta de ascorbato cálcico admitidas en 1974. El ascorbato de calcio es procesado y absorbido por el organismo. En Europa, la seguridad de uso del ácido ascórbico, y los ascorbatos de sodio y calcio ha sido evaluada por la EFSA por última vez en 2015. La EFSA estableció que hay datos adecuados tanto sobre su toxicidad y su exposición para concluir que no hay motivo de preocupación de seguridad respecto a su uso como aditivos alimentarios  y que no hay necesidad de establecer una ingesta diaria admisible para ellos.